# Анчета, Эмилиано
Эмилиано Анчета Да Роса (исп. Emiliano Ancheta Da Rosa; родился 9 июня 1999 года, Монтевидео) — уругвайский футболист, защитник клуба «Альбион».

## Клубная карьера
Анчета — воспитанник клуба «Данубио». 28 октября 2018 в матче против столичного «Феникса» он дебютировал в уругвайской Примере.

## Международная карьера
В 2019 году Анчета в составе молодёжной сборной Уругвая принял участие в молодёжном чемпионате Южной Америки в Чили. На турнире он сыграл в матчах против команд Парагвая, Бразилии и Эквадора.
В 2019 году в составе олимпийской сборной Уругвая Анчета принял участие в Панамериканских играх в Перу. На турнире он сыграл в матче против команды Перу.
В том же году в составе Анчета принял участие в молодёжном чемпионате мира в Польше. На турнире он сыграл в матчах против команд Новой Зеландии и Эквадора.

## Достижения
Международные
 Уругвай (до 20)
- Чемпионат Южной Америки среди молодёжных команд — 2019